# Loris Malaguzzi
(Loris Malaguzzi, I cento linguaggi dei bambini)
Loris Malaguzzi (Correggio, 23 febbraio 1920 – Reggio Emilia, 30 gennaio 1994) è stato un pedagogista e insegnante italiano.

## Biografia
Loris Malaguzzi nasce a Correggio il 23 febbraio del 1920, si laurea in Pedagogia presso l'Università di Urbino. Nel 1940 inizia ad insegnare nelle scuole elementari, dal 1941 al 1943 a Sologno, un borgo sull'Appennino reggiano, frazione del comune di Villa Minozzo.
Nell'aprile del 1945 aderisce all'ambizioso progetto di un gruppo di gente comune di origine contadina e operaia che, in un piccolo borgo di campagna nei pressi di Reggio Emilia, decide di costruire e gestire una scuola per bambini. Da questa scintilla nasceranno in seguito altre scuole in periferia e nei quartieri più poveri della città, tutte autogestite.
Nel 1950, al rientro dal corso di Psicologia che segue a Roma presso il CNR (Consiglio Nazionale delle Ricerche), inizia a lavorare come psicologo presso il Consultorio Medico Psicopedagogico Comunale di Reggio Emilia per bambini in difficoltà. Comincia così a lavorare parallelamente nel centro e nelle scuole autogestite.
Nel 1963 il Comune di Reggio Emilia comincia ad organizzare una rete di servizi educativi che include l'apertura dei primi asili per bambini dai 3 ai 6 anni. Questa è un'importante pietra miliare; per la prima volta in Italia la gente afferma il proprio diritto a fondare una scuola laica per bambini piccoli, ricorda Malaguzzi: "una volta a settimana portavamo la scuola in città. Letteralmente, noi caricavamo noi stessi, i bambini, ed i nostri strumenti di lavoro su un camion e facevamo scuola e organizzavamo delle mostre all'aria aperta, nei parchi pubblici o sotto il portico del teatro comunale. I bambini erano felici. La gente guardava; erano sorpresi e facevano domande"
Nel 1970 il primo asilo nido, per bambini da 3 mesi a 3 anni, viene aperto dal Comune in risposta alla richiesta di madri lavoratrici.
Nel 1971 Malaguzzi cura il primo testo laico riservato agli insegnanti, ovvero "Esperienze per una nuova scuola dell'infanzia - Atti del seminario di studio tenuto a Reggio Emilia il 18-19-20 marzo, 1971" che racchiude tutta l'esperienza delle scuole di cui Loris è consulente.
Seguono convegni in cui Malaguzzi è relatore e nel 1976, viene incaricato di dirigere la rivista mensile “Zerosei”.
Nel 1980 fonda a Reggio Emilia il Gruppo Nazionale Nidi e Infanzia.
Nel dicembre del 1991, la rivista statunitense Newsweek nomina l'asilo Diana, situato all'interno dei giardini pubblici di Reggio Emilia, come la più avanzata istituzione per la prima infanzia nel mondo, portando ad un enorme interesse negli Stati Uniti e nel resto del mondo.
A questo riconoscimento fa seguito nel 1992 il prestigioso Premio Lego (Danimarca), mentre nel 1993 riceve a Chicago il Premio Kohl.
Nel gennaio del 1994 a Reggio Emilia, Malaguzzi muore improvvisamente. Lo stesso anno viene fondata "Reggio Children", centro internazionale per la difesa e lo sviluppo dei diritti e delle potenzialità dei bambini.
Il 9 febbraio 2001 il presidente della Repubblica Carlo Azeglio Ciampi gli conferisce la medaglia d'oro alla memoria al «merito della scuola, della cultura e dell'arte».

## Pensiero
Malaguzzi crede fermamente che ciò che i bambini apprendono non discende automaticamente da un rapporto lineare di causa-effetto tra processi di insegnamento e risultati, ma è in gran parte opera degli stessi bambini, delle loro attività e dell'impiego delle risorse di cui sono dotati.
I bambini svolgono sempre un ruolo attivo nella costruzione e nell'acquisizione del sapere e del capire. L'apprendimento è quindi sicuramente un processo auto-costruttivo.
La scuola è paragonata a un cantiere, a un laboratorio permanente in cui i processi di ricerca dei bambini e degli adulti si intrecciano in modo forte, vivendo ed evolvendosi quotidianamente.
L'obiettivo principale è quindi quello di fare una scuola amabile dove stiano bene bambini, famiglie ed insegnanti dove lo scopo dell'insegnamento non è produrre apprendimento ma produrre condizioni di apprendimento.
Nelle scuole di Malaguzzi è posta una grande attenzione al senso estetico in quanto vi è il convincimento che esista anche un'estetica del conoscere: la tesi è che nell'impresa di apprendere e capire c'è sempre, consciamente o no, una speranza che ciò che riusciremo a realizzare ci piacerà e piacerà agli altri.
Malaguzzi ha introdotto l'atelier nella scuola: se avesse potuto avrebbe sostituito la vecchia tipologia scolastica con una scuola fatta di atelier e laboratori, luoghi dove le mani dei bambini, il fare, il pasticciare, potessero conversare con la mente come è nelle leggi biologiche ed evolutive.
Malaguzzi può essere considerato un “movimentista della pedagogia”: osservava quotidianamente i bambini, confrontava le proprie conoscenze e teorie con bambini veri, cioè che giocano, apprendono, lavorano e si sviluppano. Lottava per ottenere l'estensione dei servizi, la qualificazione del lavoro pedagogico.
Concludendo, si può riassumere il pensiero di Loris Malaguzzi ricordando che privilegiava:
- l'attenzione primaria al bambino e non alla materia da insegnare,
- la trasversalità culturale e non il sapere diviso in modo settoriale,
- il progetto e non la programmazione,
- il processo e non il solo prodotto finale,
- l'osservazione e la documentazione dei processi individuali e di gruppo,
- il confronto e la discussione come alcune delle strategie vincenti della formazione,
- l'autoformazione degli insegnanti.

Diceva Malaguzzi: "... i bambini costruiscono la propria intelligenza. Gli adulti devono fornire loro le attività ed il contesto e soprattutto devono essere in grado di ascoltare".

## Opere
- Esperienze per una nuova scuola dell'infanzia - Atti del seminario di studio tenuto a Reggio Emilia il 18-19-20 marzo, 1971, a cura di Loris Malaguzzi, Editori riuniti, 1971
- Zerosei Gruppo editoriale Fabbri, (sostituito con il mensile Bambini), 1976
- I cento linguaggi dei bambini, Edizioni Junior, 1995
- In viaggio con i diritti delle bambine e dei bambini, Edizioni Reggio Children, 1995